# Ruta 238 (Costa Rica)
La Ruta 238, oficialmente Ruta Nacional Secundaria 238, es una ruta nacional de Costa Rica ubicada en la provincia de Puntarenas.

## Descripción
En la provincia de Puntarenas, la ruta atraviesa el cantón de Golfito (el distrito de Golfito), el cantón de Corredores (los distritos de Corredor, La Cuesta, Canoas, Laurel).